# Стоян Костов
Стоян (Стоянче) Костов, наричан и Стошка Бунишевче, е български възрожденски учител, деец на българската просветна и църковна борба.

## Биография
Костов е роден в Бунушевци, Вранско в 1832 година. Учи от 1848 г. в Пловдив при Найден Геров. След завършване на образованието си е за кратко учител във  Враня, а от 1853 до 1868 — с две прекъсвания (1859 и 1862-64), в които работи като писар на Найден Геров, — е учител в Скопие, където остава до началото на Руско-Турската война (1877–1978) като секретар на митрополията. В Скопие разпространява и вестник „Право“.
В 1862 година в Скопие, който традиционно е извън обхвата на лазаристките мисии, се появява униатската пропаганда. През пролетта българската община решава да приеме унията, за да се справи по този начин с натиска на гърцизма. Найден Геров нарежда на Стоян Костов да действа активно срещу униатското движение и да увери скопяни, че правителството ще разреши българския църковен въпрос. Скоро Костов информира Геров, че скопяни са се отказали от унията.
В 1864 година съставя учебника „Кратка аритметика“, издаден от Драган Манчов в Пловдив. В 1868 година става секретар на скопския владика Паисий и замества Йордан Хаджиконстантинов Джинот като учител в българското училище. Костов е привърженик на умерената линия при решаването на българския църковен въпрос и с поддръжката си на патриаршеския владика и на преподаването на гръцки в училище си навлича гнева на скопяни. Костов обаче спечелва доверието на владиката и на властите, укрепва училището и тихомълком замества гръцкия език с български при преподаването.
На 12 март 1871 година заменя Симеон Груев като представител на Скопската епахрия в Българския църковен събор в Цариград в 1871 година и участва в изработването на устава на Българската екзархия. Той е един от делегатите, подписали на 14 май 1871 година новоприетия устав на Екзархията.
Заедно с митрополит Натанаил Охридски изготвят подробно изложение, относно злоупотребите на османската власт. Документът е подписан и подпечатан от представители на Охридската кааза и изпратен до Цариградската конференция от 1876-1877 година. След избухването на Руско-турската война в 1877 година, като митрополитски секретар на Натанаил Охридски е арестуван, подложен на мъчения и заточен в Диарбекир и Мардин, откъдето бяга. Амнистиран след края на войната, се установява в Ловеч в освободеното Княжество и се занимава с адвокатска практика.
Избран е за депутат от Македония на Учредителното събрание на Княжество България в 1879 година.
Стоян Костов умира в Кюстендил на 12 ноември 1897 година.